# Harvey's
Harvey's è una catena di fast food che opera in Canada, con sedi in ogni provincia tranne la Columbia Britannica. Serve hamburger, poutine, hot dog, patatine fritte, anelli di cipolla e altri piatti tradizionali del fast food canadese . La catena è di proprietà di Recipe Unlimited (precedentemente nota come Cara Operations).
Harvey's è la quarta catena di hamburger più grande del Canada. Inaugurato nel 1959, Harvey's è uno dei ristoranti canadesi più longevi del Canada sia per proprietà che per gestione. Harvey's è noto per i suoi hamburger alla griglia e per offrire ai clienti la scelta di vari condimenti.

## Storia

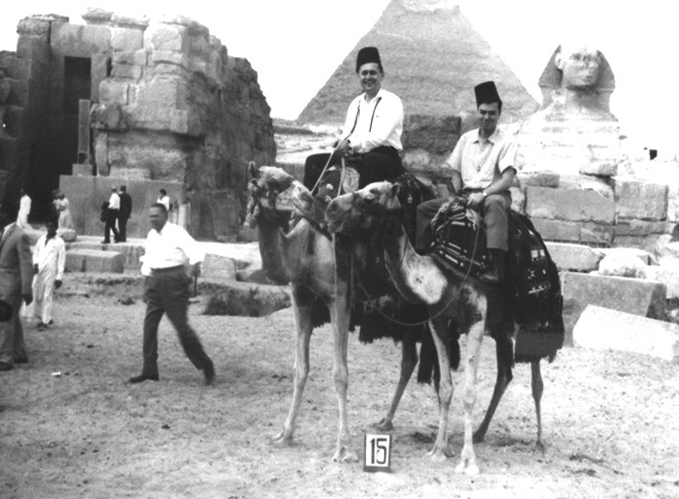
I co-fondatori di Harvey's Foods, George B. Sukornyk (nella foto a sinistra) e Rick Mauran (a destra) alle Piramidi del Cairo, in Egitto, nel 1962

### 1959 e anni '60: Avvio e crescita dell'attività

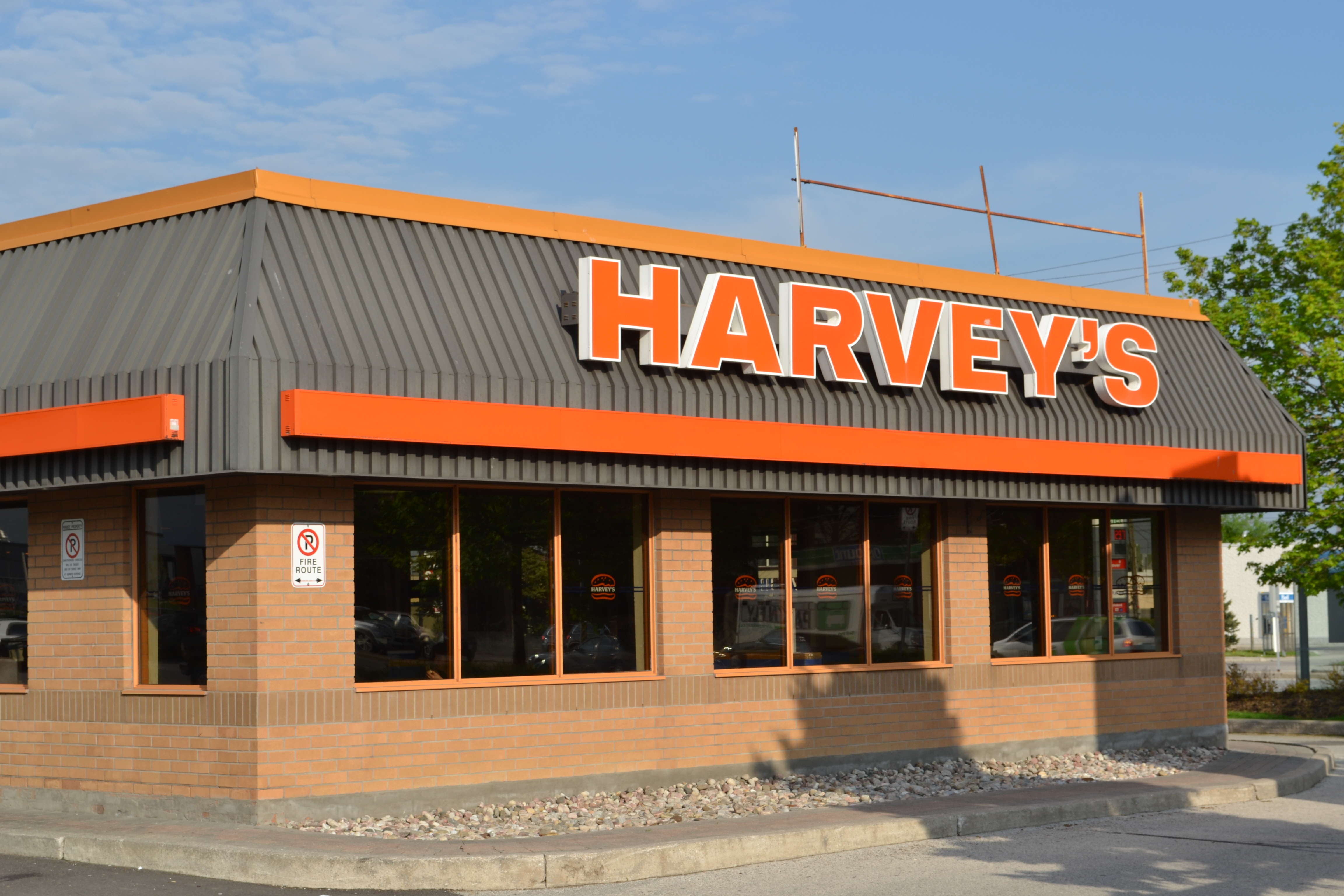
Un vecchio ristorante Harvey's a Toronto

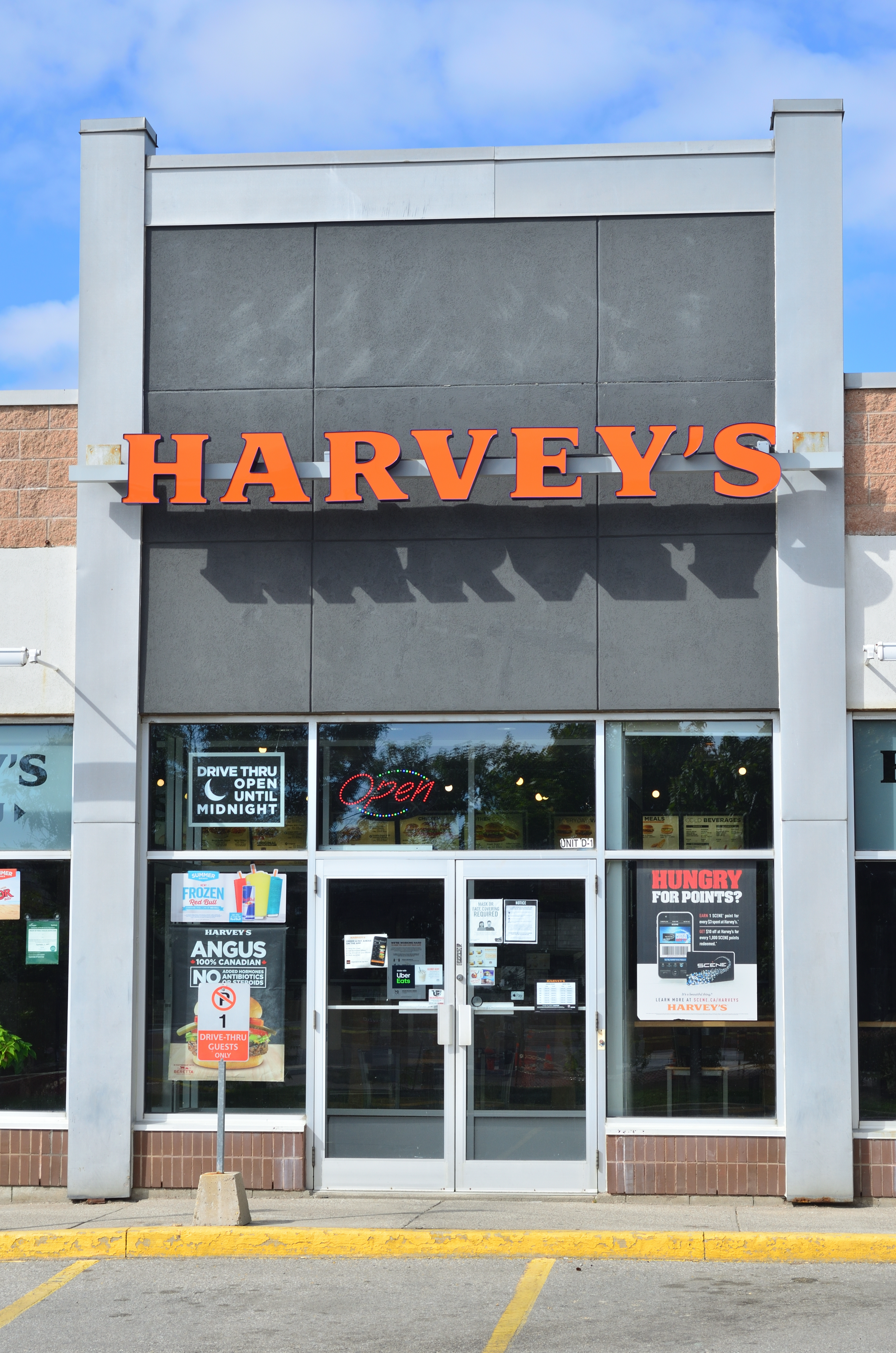
Harvey è a Richmond Hill

Harvey's è stata co-fondata da George B. Sukornyk e Rick Mauran all'inizio del 1959 come azionisti alla pari. Mauran inizialmente pensava di chiamare la catena Humphrey's, prendendo in giro la cordialità casalinga connotata dalla catena Henry's Hamburgers che all'epoca aveva già successo negli Stati Uniti (di cui ora rimane operativo un solo ristorante). Mentre si preparava ad aprire il primo ristorante nell'estate del 1959, Mauran vide un articolo di giornale nel Toronto Telegram che indicava che la concessionaria di automobili John Harvey Motors in città stava chiudendo e che l'insegna - che lo designava semplicemente Harvey's - era rimasta a disposizione. Mauran ha quindi ottenuto l'insegna e l'ha affissa fuori dal suo flagship store.

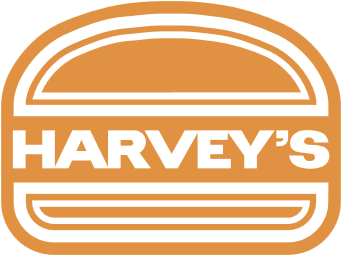
Il logo di Harvey dal 1974 al 1999

Il primo ristorante Harvey's fu aperto il 1 aprile 1959, all'angolo sud-est di Yonge Street e Observatory Lane a Richmond Hill, Ontario, su un terreno di 40.000 metri quadrati, acquistato dal proprietario di una filiale Dairy Queen in fallimento. Inizialmente si prevedeva che la sede fosse aperta in modo stagionale, ma ha avuto abbastanza successo da rimanere aperta tutto l'anno. Il primo ristorante aperto in franchising era locato su Avenue Road .
Nel 1959, Harvey's ha introdotto tre concetti originali nel settore del take-away drive-in . Il primo concetto era che un cliente ordinasse, acquistasse e ottenesse uno scontrino, che veniva posizionato sul bancone del topping. Il contante è stato immediatamente messo in cassa, controllando e monitorando il contante e riducendo al minimo i furti. Il secondo concetto era quello di far muovere il cliente lungo il bancone, seguendo il suo ricevimento, e poi, su sua richiesta, far personalizzare il proprio hamburger con una varietà di condimenti da parte di un dipendente. Il terzo concetto, sviluppato per i suoi ristoranti Swiss Chalet a Montreal, era quello di acquistare patate dalla Prince Edward Island, far lavare e tagliare le patate fresche al franchisee in patatine grandi con la pelle, quindi friggerle e servire le patatine. sul posto. Questa era una novità che permetteva di distinguersi dagli altri ristorante, che prevedevano invece patatine fritte sottili, precongelate e pretagliate di origine sconosciuta. Dieci anni dopo, sotto una diversa gestione, il numero dei condimenti è stato notevolmente aumentato e sono state introdotte patatine fritte precongelate e pretagliate, in sostituzione della patata tagliata al momento e proveniente dalla Prince Edward Island.

### Anni '70: acquisizione da parte di Foodcorp e Cara
Harvey's Food Limited si è fusa con Industrial Growth Limited all'inizio degli anni '70 per formare Foodcorp, guidata dal presidente Bernie Syron. L'azienda è cresciuta fino a gestire 80 ristoranti ed è stata acquisita da Cara Operations nel 1979, che da allora è stata ribattezzata Recipe Unlimited.

### 2010-presente: Great Canadian e Health Check
Dopo aver servito quattro diversi hamburger di punta in vent'anni, Harvey's ha introdotto il Great Canadian come hamburger di punta nel 2010 ma è stato poi ritirato dal mercato e nel 2013 è stato sostituito dall'hamburger Angus, che da allora è stato l'hamburger di punta della catena.
Nel febbraio 2012 la prima sede di Harvey è stata demolita per far posto a dei condomini. Nel novembre 2012, Harvey's ha introdotto una sezione approvata da Health Check per il suo menu, questa sezione include l'hamburger vegetariano, il sandwich di pollo alla griglia, il Lil' Original e l'insalata di pollo alla griglia. Per questi piatti sono utilizzati solamente condimenti approvati da tale organizzazione. The Lil' Original ha un prezzo di $ 1,99, paragonabile a quelli che si trovano sugli hamburger economici della concorrenza.

## Prodotti

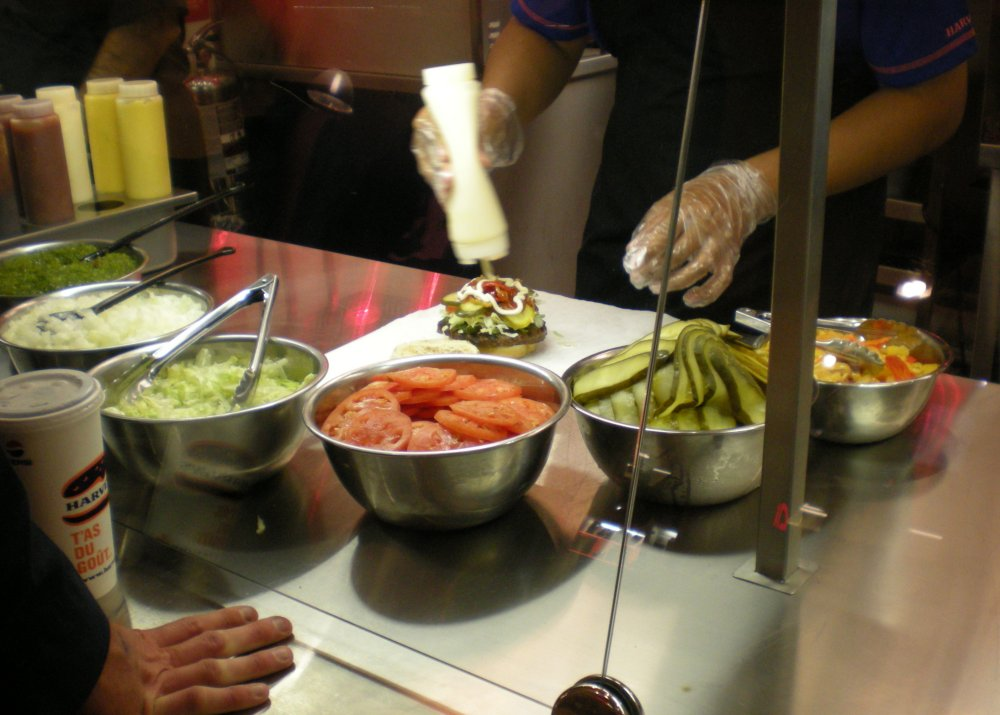
Un impiegato di Harvey che guarnisce un singolo hamburger

### Operazioni
Harvey's afferma che, nel 1998, furono i primi a introdurre il "Custom Combos", consentendo ai clienti di modificare la loro scelta con articoli diversi da quelli solitamente inclusi. In un numero selezionato di luoghi, la colazione viene servita insieme a "Frings" ("Fridelles" in francese), che sono metà patatine fritte e metà anelli di cipolla.
A dicembre 2019, Harvey's aveva assunto più di 7.000 dipendenti e gestiva 274 ristoranti in tutto il Canada.

### Hamburger di punta
Harvey's ha cambiato più volte gli hamburger di punta prima di introdurre l'attuale Angus nel 2014:
- Superburger (1989-1996,1⁄3 lb)[10]
- Ultra Burger (1996-2001,1⁄4 lb, "simile a una bistecca")[11]
- Big Harv (2001-2007)
- Angus Burger[12] (2007-2010)
- Great Canadian[13] (2010-2013, oltre1⁄3 libbre)
- Great Canadian Angus (2013–2014, oltre1⁄3 libbre. Introdotto nella primavera del 2013)
- Angus (2014-oggi.1⁄4 libbre. È disponibile anche la versione da 1⁄2 libbra. Introdotto nella primavera del 2014.)

Harvey's ha introdotto la sua serie di hamburger Angus per competere con McDonald's, che ha invece inserito per la prima volta i propri hamburger Angus nel menu Canadese nel 2008. Attualmente Harvey's utilizza carne di manzo completamente canadese.

## Contenziosi legali

### Focolaio di E. coli
Nell'ottobre 2008, oltre 200 persone sono state infettate dal ceppo O157:H7 di E. coli a causa di cipolle contaminate nella località di North Bay, Ontario. C'era un'azione legale collettiva contro Harvey's e il risultato è stato un assegno da $ 1.000 a $ 7.250 per persona colpita.

### Harvey's contro di Hardee's
Non vi è alcuna affiliazione tra Harvey's e la catena americana di hamburger Hardee's . Alla società madre di quest'ultima, CKE Restaurants, è stato impedito di aprire negozi in Canada a nome Hardee's a causa di una controversia sul marchio. CKE ha quindi provveduto al rilascio sul mercato Canadese del marchio Carl's Jr..

## Programma fedeltà
Harvey's ha iniziato una partnership con "Scene" nel febbraio 2015. 

## Pubblicità
Harvey's solitamente fa pubblicità per mezzo di coupon promozionali, post sui social media e spot televisivi.

### Settimana dell'hamburger gratuito

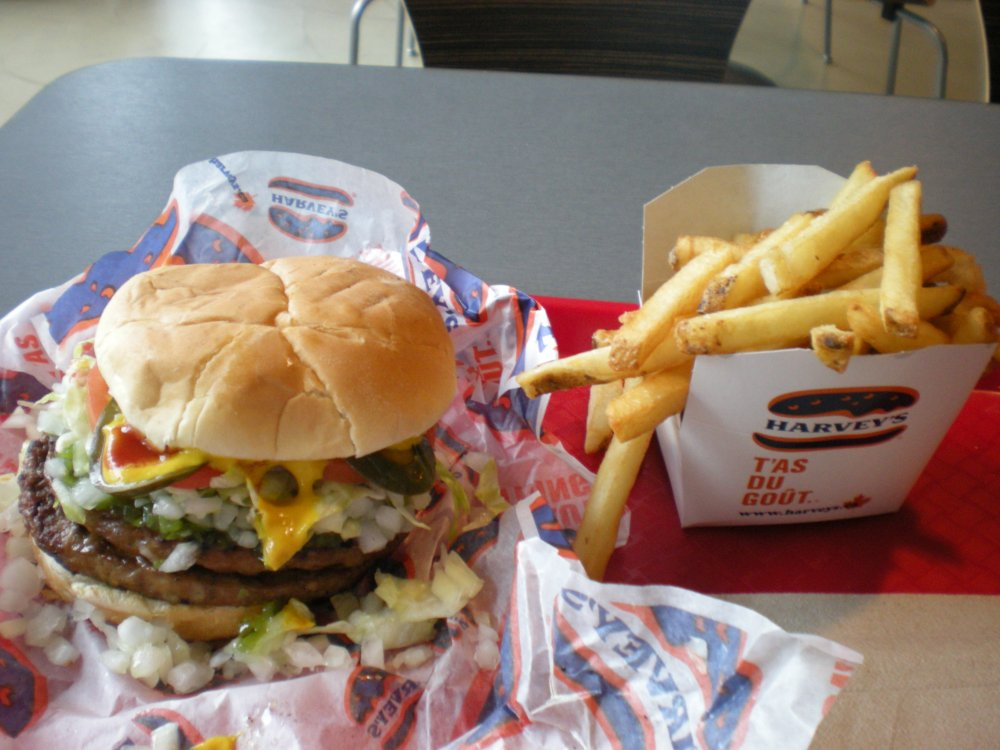
Un doppio hamburger di Harvey più patatine fritte

L'ultima domenica di maggio di ogni anno nel 2007, 2008 e 2009, Harvey's ha organizzato una Giornata dell'hamburger gratuita in tutte le località dell'Ontario e del Quebec. Lo scopo di questo evento era quello di "celebrare il gusto del miglior hamburger del Canada" e di attirare nuovi clienti che altrimenti non sarebbero entrati da Harvey's. Questi eventi finivano in perdita, infatti Harvey's sperava di vendere articoli aggiuntivi e di fidelizzare i clienti. L'evento è stato esteso in tutto il Canada nel 2008 e successivamente nel 2009 in concomitanza con il 50º anniversario della catena. Tutti questi eventi erano limitati a un hamburger gratuito a persona. Dal 2010 in poi, l'evento è stato cambiato in "Settimana dell'hamburger gratuito" a giugno di ogni anno, ma ora funziona come un "prendi due, paghi uno". Tuttavia, non c'è più il limite di un hamburger a persona.

## Presenza al dettaglio

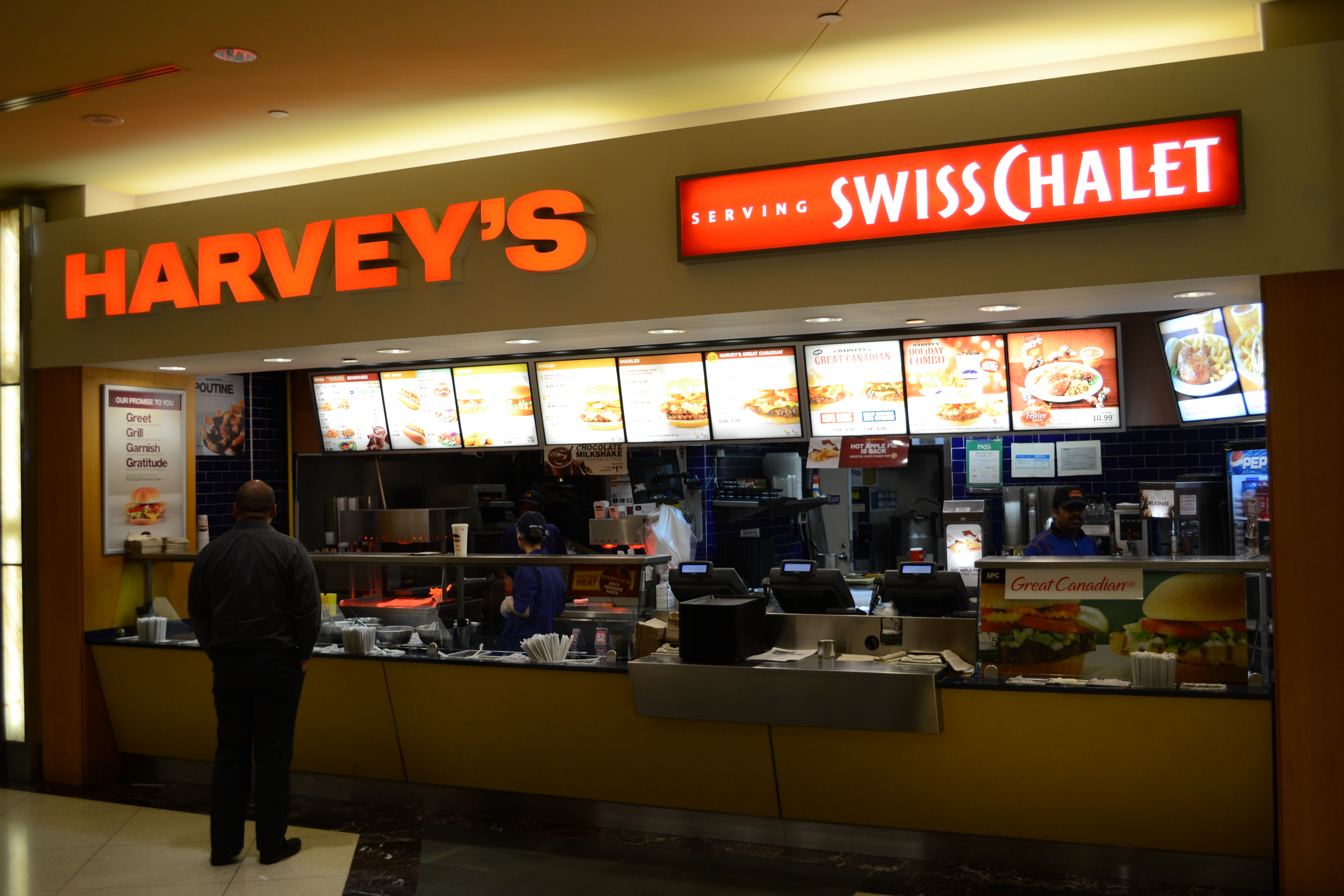
Ristorante combinato Harvey's e Swiss Chalet

All'inizio degli anni '90, alcune sedi di Harvey presentavano articoli della catena americana Church's Chicken . Dopo che Cara ha acquisito Harvey's, la partnership con Church's Chicken è stata interrotta e sostituita con Swiss Chalet. In alcuni casi, le sedi sono adiacenti o ubicate insieme alle sedi di Swiss Chalet. Ci sono anche alcuni negozi Home Depot che all'interno contengono un ristorante Harvey's che lavora assieme a Second Cup, una catena di caffè che era di proprietà di Cara.